# Christian Franke (chanteur)
 (décembre 2023).
Si vous disposez d'ouvrages ou d'articles de référence ou si vous connaissez des sites web de qualité traitant du thème abordé ici, merci de compléter l'article en donnant les références utiles à sa vérifiabilité et en les liant à la section « Notes et références ».
 (février 2025).
Christian Franke, de son vrai nom Christian Hese, né le 15 février 1956 à Nuremberg, est un chanteur allemand.

## Biographie
Il sort son premier single Ich wünsch dir die Hölle auf Erden en 1981 et a ses plus grands succès peu après. Il se fait remarquer par sa voix de fausset. Dans les années 1990, il se concentre sur une carrière de producteur.
En 2002, après vingt ans d'absence, il sort un nouvel album, Genau wie du. L'année suivante, il publie une anthologie. En 2009, le single Geh nicht fort (Guardian Angel) est le symbole de son grand retour. Avec Der Apfelbaum, produit par David Brandes et accompagné par Edward Simoni, il accède à la 45e place des ventes de singles.

## Discographie
Albums
- 1982 : Du und ich
- 2002 : Genau wie du
- 2003 : Best of Christian Franke
- 2012 : Leben (mit Edward Simoni)

Singles
- 1981 : Ich wünsch’ dir die Hölle auf Erden
- 1982 : Was wäre, wenn …
- 1982 : Wenn du gehst, stürzt nicht der Himmel ein
- 1983 : Du bist die Frau, die ich liebe
- 1983 : Wenn ich nicht mehr da bin
- 1983 : Daniela
- 1984 : Dann bleibt das Herz kurz stehn
- 1984 : Lebenslänglich
- 1985 : Ewigkeit
- 1985 : Hunger nach Zärtlichkeit
- 1986 : Ich hab’ nur ein Herz
- 1988 : In deiner Hand
- 1999 : Sprung im Herzen
- 2000 : Genau wie du
- 2002 : Komm schon
- 2009 : Geh nicht fort (Guardian Angel)
- 2011 : Doch schweigen werd ich nicht
- 2011 : Der Apfelbaum (avec Edward Simoni)
- 2011 : Lass sie nie wieder los (avec Edward Simoni)
- 2012 : Ich habe gelebt (avec Edward Simoni)
- 2012 : Ein neuer Ozean (avec Edward Simoni)